# Arctia quadricothurnata
Arctia quadricothurnata là một loài bướm đêm thuộc phân họ Arctiinae, họ Erebidae.